# 清濁
清濁（せいだく）とは、伝統的な音韻学上、声母（音節頭子音）が無声音・有声音、無気音・有気音・それ以外のいずれであるかを表す用語である。
日本語の仮名や朝鮮語のハングルの分類にも用いられることがあった。現在の日本語の清濁については清音・濁音を参照。

## 概要
中国の伝統的な音韻学では、五音を等しくする声母は、以下の4つに分類される。
- 全清 - 無声無気音。『韻鏡』では単に清という。
- 次清 - 無声有気音。
- 全濁 - 有声音のうち破裂音・摩擦音・破擦音。『韻鏡』では単に濁という。
- 次濁 - 有声音のうち鼻音・流音など、基本的に対立する無声音がないもの。『韻鏡』では清濁、『四声等子』では不清不濁という。

この方法では無声摩擦音の /s/ や /h/ が全清なのか次清なのかわからない。また /dz/ と /z/ がどちらも全濁になってしまい、区別がつかない。それらの処理は文献によって異なる。『四声等子』は /z/ を「半清半濁」と呼んでいる。『古今韻会挙要』は /s/ を「次清次音」、/z/ を「次濁次音」という名で区別する。
本来「清濁」とは音楽用語で、清が高い音、濁が低い音を指した。後に音韻についても清濁を言うようになった。清濁が何を意味するかは文献によって異なっていたが、等韻学の発達にともなって声母の調音方法を指すようになった。
近年、いしゐのぞむ（石井望）は以下の新説を立てた。清濁はもともと有聲無聲でなく高低であり、「韻鏡」の清が高聲、次清が次高、濁が低聲、清濁は高低雙通の鼻音である。摩擦音h,s,sh（曉紐、心紐、審紐）が清となってゐるのは呉語の古音であり、今なほ呉江など周縁地域でh,s,shが全陰（最高）、次清が次陰（次高）となってゐるのがその遺留である。
また敦煌「歸三十字母例」も同じ高低にもとづき審紐を次清でなく清の位置に置き、心邪照及び曉匣影はそれぞれ「清濁清」の左右對稱形乃至、外の清が中の濁を圍遶する曼荼羅旋法である。
ハングル（訓民正音）の初声体系の字母の分類においては、ㄱㄷㅂㅈㅅㆆが全清、ㅋㅌㅍㅊㅎが次清、ㄲㄸㅃㅉㅆㆅが全濁、ㆁㄴㅁㅇㄹㅿが不清不濁とされ、全濁は濁音（有声音）ではなく濃音を表し、また/s/ に当たるㅅは全清、/h/に当たるㅎは次清とされていたのが特徴であった。またハングルでは初声体系の字母は初声のみならず終声にも用いられるが、これらを終声として用いた場合は、不清不濁のㆁㄴㅁㅇㄹㅿのいずれかであれば「平上去声」を表し、全清・次清及び全濁、すなわち理論上ㄱㅋㄲㄷㅌㄸㅂㅍㅃㅈㅊㅉㅅㅆㆆㅎㆅのいずれかであれば「入声」を表すとされていた。

## 現代中国語の全濁の消滅と声調の関係
現代中国語（普通話）では、中古音にあった全濁声母が無声化したが、声調によって以下のように変化した。
- 全濁声母は平声では無声有気音に、それ以外では原則として無声無気音になった。
- 平声では声調の違いによって清音が陰平に、濁音が陽平に移動したために、区別が保たれている。
- 全濁上声だったものは、去声に流入した。
- 元入声だったものは、原則として全濁は陽平声に、次濁は去声に流入した。

全濁上声が去声になったため、「上声」の「上」の字が去声（shàng）になってしまったが、例外として「上声」の時だけ上声で発音する（shǎng）。

## 参照
- 五音
- 三十六字母